# Gare d'Aesch
La gare d'Aesch (en allemand Bahnhof Aesch) est une gare située à Aesch, dans le canton de Bâle-Campagne.